# SN 2001cf
SN 2001cf – supernowa typu IIb odkryta 26 maja 2001 roku w galaktyce UGC 7020. W momencie odkrycia miała maksymalną jasność 18,50m.